# Blodgett (Missouri)
Blodgett è un villaggio degli Stati Uniti d'America, situato nello Stato del Missouri, nella contea di Scott.